# Виборчий округ 225
Виборчий округ 225 — виборчий округ в місті Севастополі, який внаслідок окупації Кримського півострову Російською Федерацією в 2014 році, тимчасово не перебуває під контролем України і вибори в ньому не проводяться. В сучасному вигляді був утворений 28 квітня 2012 постановою ЦВК №82 (до цього моменту існувала інша система виборчих округів). Внаслідок подій 2014 року в цьому окрузі вибори були проведені лише один раз, а саме парламентські вибори 28 жовтня 2012. Станом на 2012 рік окружна виборча комісія цього округу розташовувалась в будівлі Севастопольского художнього музею імені М. П. Крошицького за адресою м. Севастополь, просп. Генерала Острякова, 70.
До складу округу входять Нахімовський і частина Ленінського району (окрім територій на захід від проспекту Генерала Острякова та на південь від шосе Генерала Моргунова). Округ складається із двох окремих частин, які не межують між собою. Виборчий округ 225 межує з округом 10 на півночі і на сході, з округом 224 на півдні та обмежений узбережжям Чорного моря на заході. Виборчий округ №225 складається з виборчих дільниць під номерами 850088-850119, 850123-850130 та 850136-850193.

## Народні депутати від округу
| Ім'я                          | Фото | Партія          | Скликання | Дата набуття повноважень | Дата припинення повноважень |
| ----------------------------- | ---- | --------------- | --------- | ------------------------ | --------------------------- |
| Колесніченко Вадим Васильович |      | Партія регіонів | 7-ме      | 12 грудня 2012           | 15 квітня 2014              |

## Результати виборів
Кандидати-мажоритарники:
- Колесніченко Вадим Васильович (Партія регіонів)
- Пархоменко Василь Михайлович (Комуністична партія України)
- Зеленчук Василь Васильович (самовисування)
- Помогалов Микола Миколайович (самовисування)
- Печенева Юлія Миколаївна (Батьківщина)
- Дємєнок Олексій Вікторович (УДАР)
- Васильченко Федір Анатолійович (Руський блок)
- Пермінов Олександр Павлович (самовисування)
- Хвальков Олександр Петрович (самовисування)
- Тітова Олена Володимирівна (Україна — Вперед!)
- Бєлогорцев Дмитро Альбертович (самовисування)
- Пархоменко Марина Анатоліївна (самовисування)
- Неганов Віктор Вадимович (самовисування)
- Пархоменко Юрій Володимирович (самовисування)
- Дьяченко Василь Іванович (Вітчизна)
- Рижова Галина Мар'янівна (Народно-демократична партія)
- Шамрай Роман Віталійович (Народна партія)